# اسمارت فورتوی برقی
اسمارت فورتوی برقی،(به انگلیسی: Smart Fortwo Electric Drive) یکی از شاخه‌های خودرو شهری اسمارت فورتو است که به تمامی نیروی آن از باتری تأمین می‌شود. این خودرو که از نوع خودروهای موتور عقب-محور عقب است، با نام‌هایی چون اسمارت ای‌دی و اسمارت ای‌وی نیز شناخته می‌شود. عرضه نسل نخستین آن به سال ۲۰۰۷ در شهر لندن و به تعداد ۱۰۰ دستگاه آغاز شد. نسل دوم این خودرو در سال ۲۰۰۹ و در ۱۸ کشور گوناگون، از راه‌های مختلف همچون اجاره خودرو یا از طریق خدمات اشتراک خودرو کارتوگو به تعداد بیش از ۲٬۳۰۰ دستگاه در دسترس علاقه‌مندان قرار گرفت. نسل سوم اسمارت فورتوی برقی به ماه سپتامبر سال ۲۰۱۱ و در نمایشگاه میان‌کشوری خودرو آلمان رونمایی شد. عرضه نسل سوم از این خودرو در کشورایالات متحده آمریکا و اروپا، از ماه می سال ۲۰۱۳ آغاز شد. خودروسازی اسمارت در نظر دارد تا این خودرو را در ۳۰ کشور دنیا به تولید انبوه برساند. بین ژوئن ۲۰۰۹ تا ژوئن ۲۰۱۴، بیش از ۸٬۸۰۰ دستگاه از اسمارت ای‌دی در آمریکای شمالی و اروپا به فروش رسیده است که بیش از ۶٬۵۰۰ دستگاه از نسل سوم بوده‌اند.

## نسل نخست

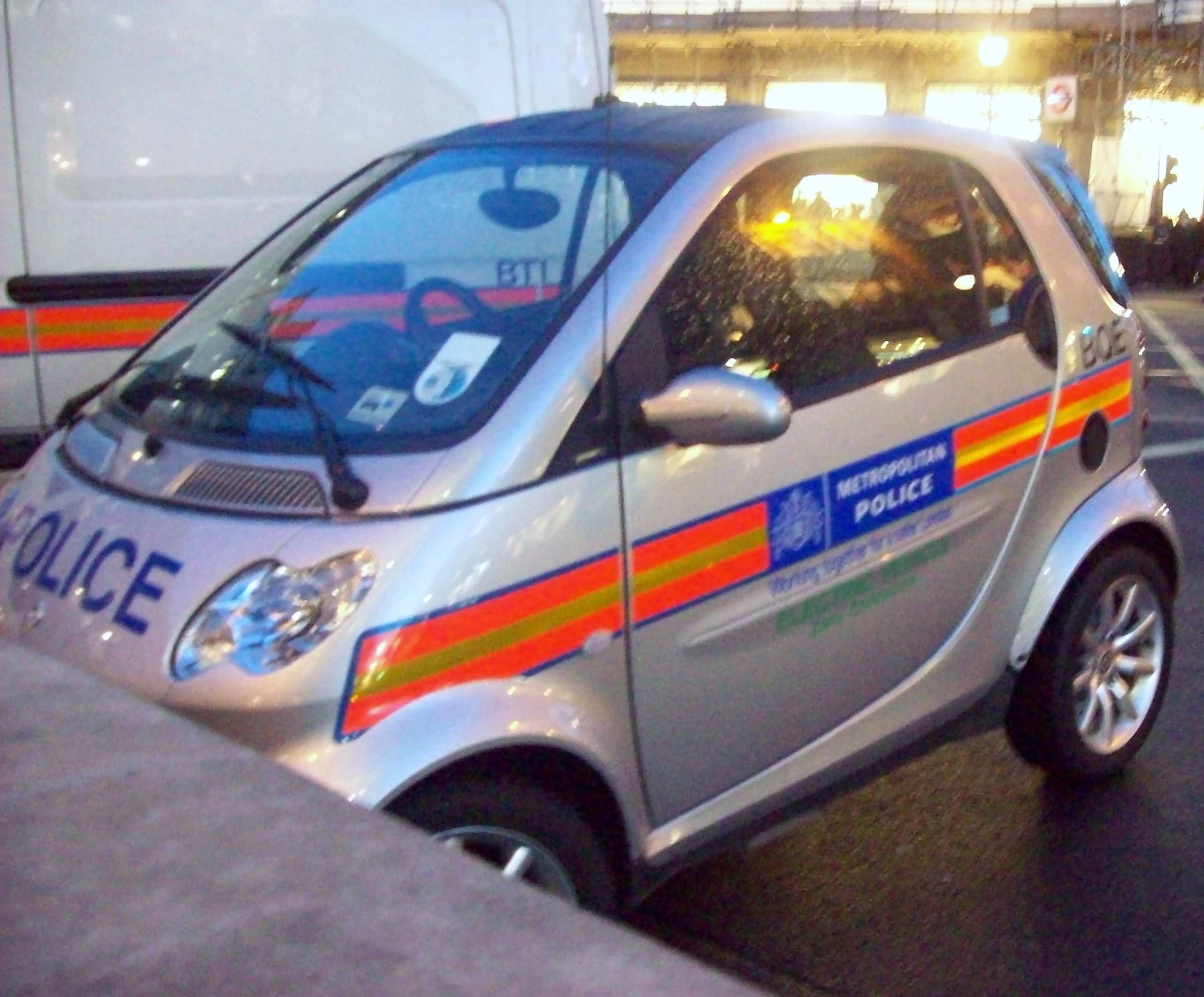
یک اسمارت فورتوی برقی مخصوص پلیس در مرکز شهر لندن.

باتری نخستین نسل از اسمارت فورتوی برقی به وسیله زیتک ساخته شد. موتور این خودرو که در عقب آن قرار دارد، نیرو را به چرخ‌های پشتی منتقل می‌کند. باتری نسل نخست این خودرو که از نوع نمک گداخته ساخت شرکت زبراست، ۱۳٫۲ کیلووات ساعت نیرو تولید می‌کند.
نخستین آزمون میدانی این خودرو در سال ۲۰۰۷ و در لندن با ۱۰۰ دستگاه آغاز شد. این خودرو تنها به صورت اجاره‌ای در اختیار علاقه‌مندان قرار می‌گرفت و اجاره آن نیز ماهیانه £۳۷۵ بود.

### ویژگی‌ها
- نیرو: ۳۰ کیلووات (۴۱ اسب بخار)
- مصرف: (۴۳۰ کیلوژول بر کیلومتر یا ۱۹۰ وات بر ساعت/۱۲ مایل)
- کرانه: ۱۱۰ کیلومتر (۶۸ مایل)
- زمان شارژ تا ۸۰٪: ۴ ساعت
- زمان شارژ تا ۱۰۰٪: ۸ ساعت
- بیشینه سرعت: ۱۲۰ کیلومتر بر ساعت (۷۵ مایل بر ساعت)

## نسل دوم

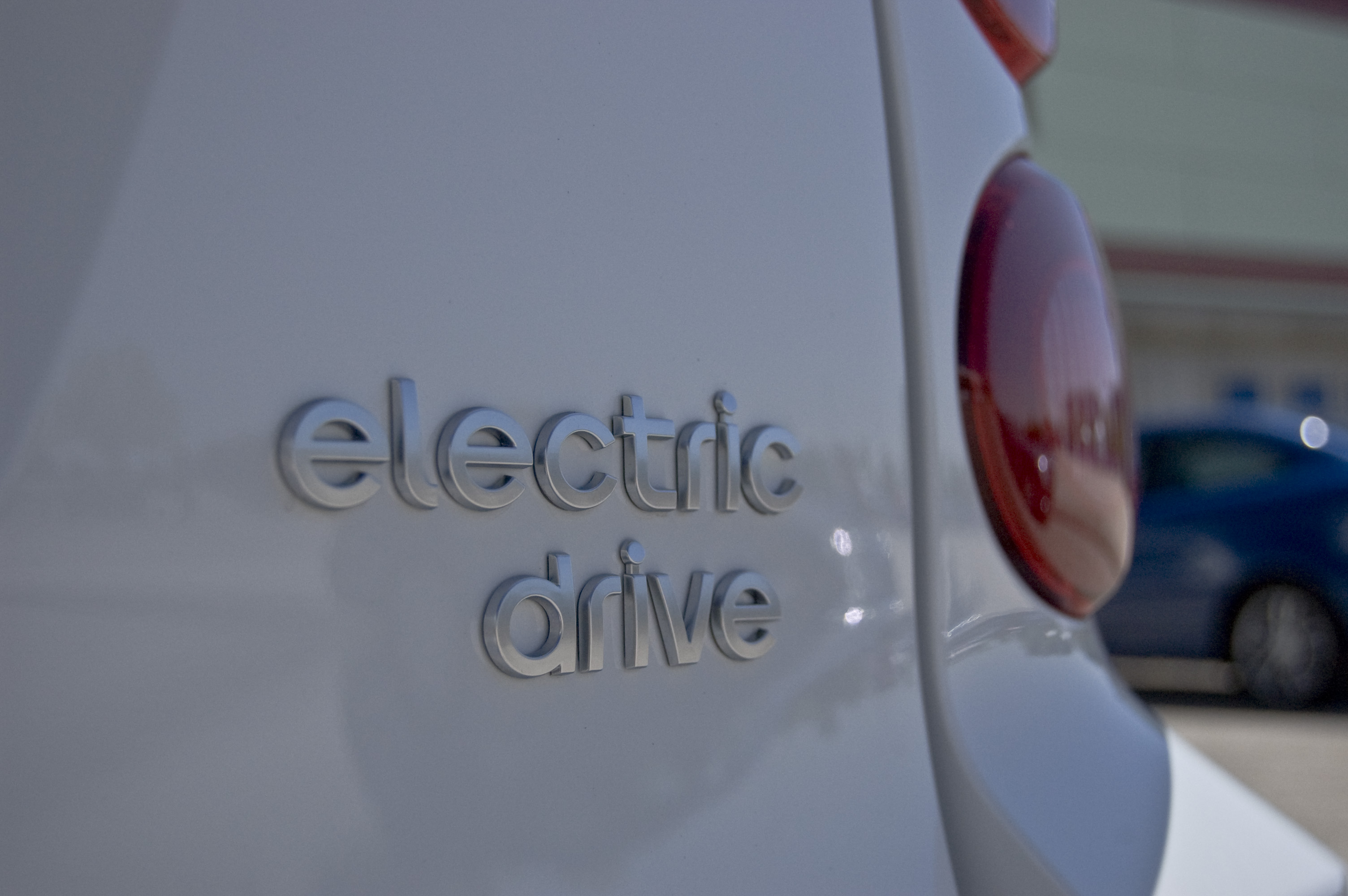
نشان واره «اسمارت فورتوی برقی».

سازندگان با عرضه نسل دوم این خودرو که در سال ۲۰۰۹ و در ۱۸ کشور گوناگون انجام شد، می‌خواستند بدانند کاربران چگونه از این خودرو بهره می‌برند و چگونه با شارژ باتری آن کنار می‌آیند. دایملر نخست می‌خواست تنها ۱٬۰۰۰ دستگاه از این خودرو تولید کند؛ اما از آنجا که تقاضا برای این خودرو بیش‌تر شد، این شرکت بیش از ۲٬۰۰۰ دستگاه اسمارت ای‌دی تولید کرد. اسمارت فورتوی برقی از دو راه اجاره و خدمات اشتراک خودرو کارتوگو در شهرهای سن دیگو، آمستردام و ونکوور در اختیار کاربران قرار گرفت. تولید نسل دوم این خودرو در ماه نوامبر سال ۲۰۰۹ در کشور فرانسه آغاز شد. خودروهای نسل دوم اسمارت فورتوی برقی از باتری لیتیوم-یون که به وسیله تسلا موتورز و با گنجایش ۱۴ کیلووات-ساعت (۵۰ مگاژول) ساخته شده است، بهره می‌برند.
در دسامبر ۲۰۰۹ و در آلمان، فاز نخست آزمون میدانی نسل دوم اسمارت فورتوی برقی با ۱۰۰ دستگاه آغاز شد. برای فاز دوم، ۱٬۵۰۰ دستگاه از نسل دوم تولید شد و آزمون میدانی آن نیز در نیمه نخست سال ۲۰۱۰ و در شهرها و کشورهای هامبورگ، پاریس، رم، میلان، پیزا، لندن، جزایر انگلیس، مادرید، زوریخ، پرتغال، دانمارک، جمهوری چک، اتریش، بلژیک و هلند صورت پذیرفت. در اکتبر سال ۲۰۱۰، ۲۵۰ دستگاه از این خودرو برای آزمون میدانی به شهرهای گوناگون ایالات متحده آمریکا فرستاده شد. این آزمون همچنین در کانادا و برخی کشورهای آسیایی در سال ۲۰۱۱ انجام پذیرفت.
فاز سوم این برنامه تولید انبوه بود که قرار بود با آمدن مدل ۲۰۱۲ این خودرو صورت گیرد. قرار بود فروش تجاری این خودرو در آمریکا در سال ۲۰۱۲ و با مدل سال ۲۰۱۳ آغاز شود. در ژوئیه سال ۲۰۱۱ توافقی میان دایملر آ گ و شرکت روبرت بوش صورت گرفت تا تولید گونه تازه‌ای از موتور الکتریکی برای این خودرو ساخته شود. قرار بر این شد که فروش خودرو در سال ۲۰۱۲ آغاز شود.

### ویژگی‌ها
- نیرو: ۲۰ کیلووات (۲۷ اسب بخار) به‌طور ممتد.
- بیشینه نیرو: ۳۰ کیلووات (۴۰ اسب بخار) برای تقریباً ۲ دقیقه.
- شتاب: ۱۲۰ نیوتون متر
- گنجایش باتری: باتری لیتیم-یون با ۱۶٫۵ کیلووات بر ساعت.
- مصرف: ۱۲ کیلووات بر ساعات در هر ۱۰۰ کیلومتر.
- کرانه: ۱۳۵ کیلومتر (۸۴ مایل)
- بیشینه سرعت: ۱۰۰ کیلومتر بر ساعت (۶۲ مایل بر ساعت)

## نسل سوم

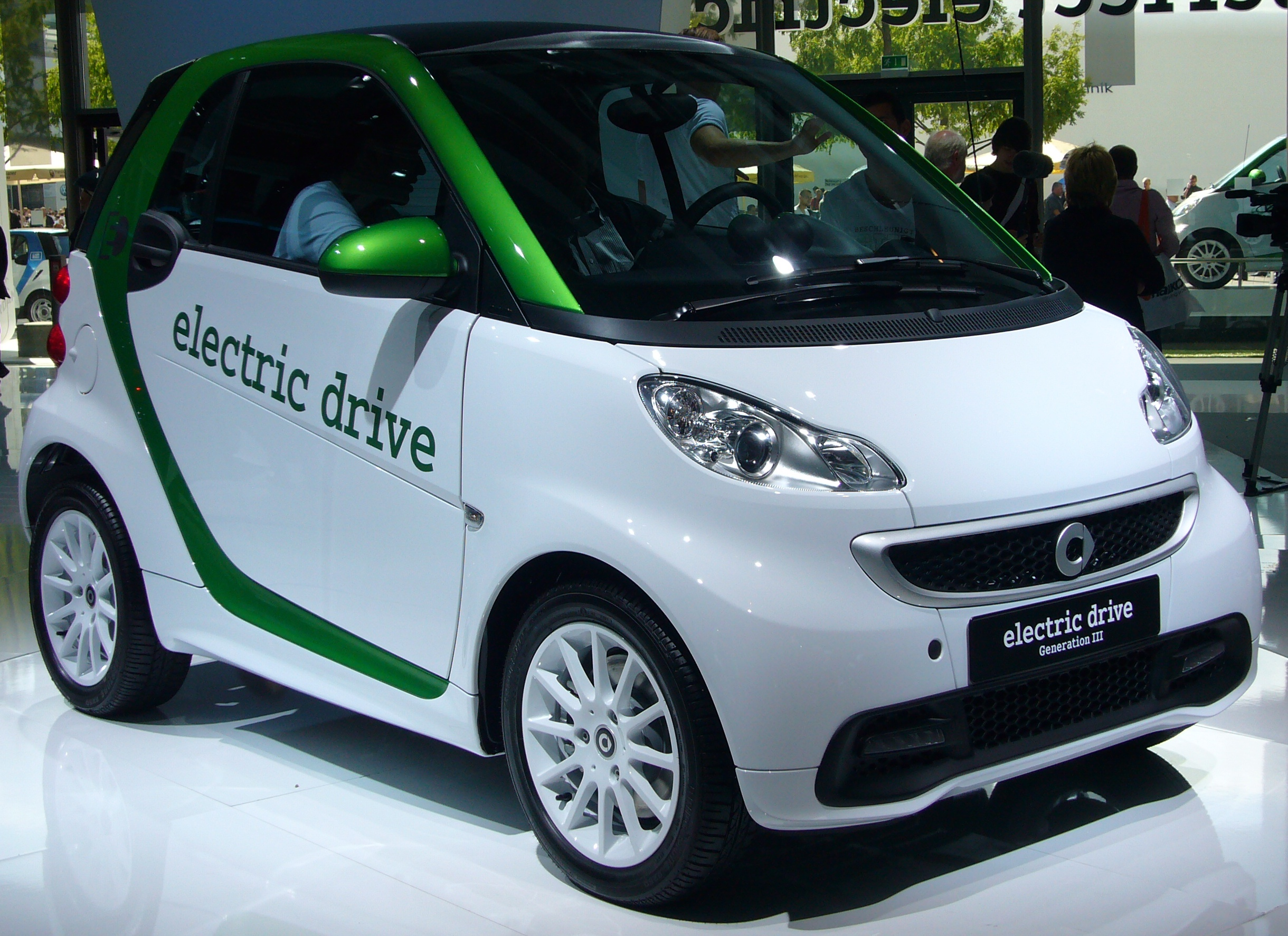
نسل سوم اسمارت فورتوی برقی که در نمایشگاه میان‌کشوری خودرو آلمان رونمایی شد.

سومین نسل از اسمارت ای‌دی به ماه سپتامبر سال ۲۰۱۱ و در نمایشگاه بین‌المللی خودروی آلمان رونمایی شد. از مهم‌ترین تفاوت‌های آن با نسل دوم می‌توان به مواردی همچون موتور برقی قدرتمندتر با گشتاور و شتاب بهینه شده، گونه تازه‌ای از باتری لیتیوم-یون با افزایش گنجایش و کرانه تا ۱۴۰ کیلومتر (۸۷ مایل) و نیز توانایی شارژ شدن با شارژرهای سریع عمومی و ویژگی‌هایی همچون محافظ رادیاتور بزرگ‌تر، چراغ‌های ال‌ای‌دی زیبا، افزایش اندازه درها، تغییرات اندکی در پشت خودرو، تهویه تمام‌خودکار با فیتلر گردوغبار و سامانه پیش‌تهویه. (از آنجایی‌که نیروی این خودرو به تمامی به یاری باتری تأمین می‌شود و برخی سامانه‌های خودرو همچون چراغ‌ها و سامانه تهویه انرژی بسیاری مصرف می‌کنند، سامانه پیش‌تهویه این امکان را به کاربران می‌دهد تا زمانی که خودرو هنوز به شارژر متصل است، از راه دور و با یک نرم‌افزار آیفون، تهویه خودرو را روشن کرده و هوای داخلی آن را گرم یا سرم کند) لازم به یادآوری است که کاربر می‌تواند سایر امکانات خودرو را با این نرم‌افزار از راه دور کنترل کند.

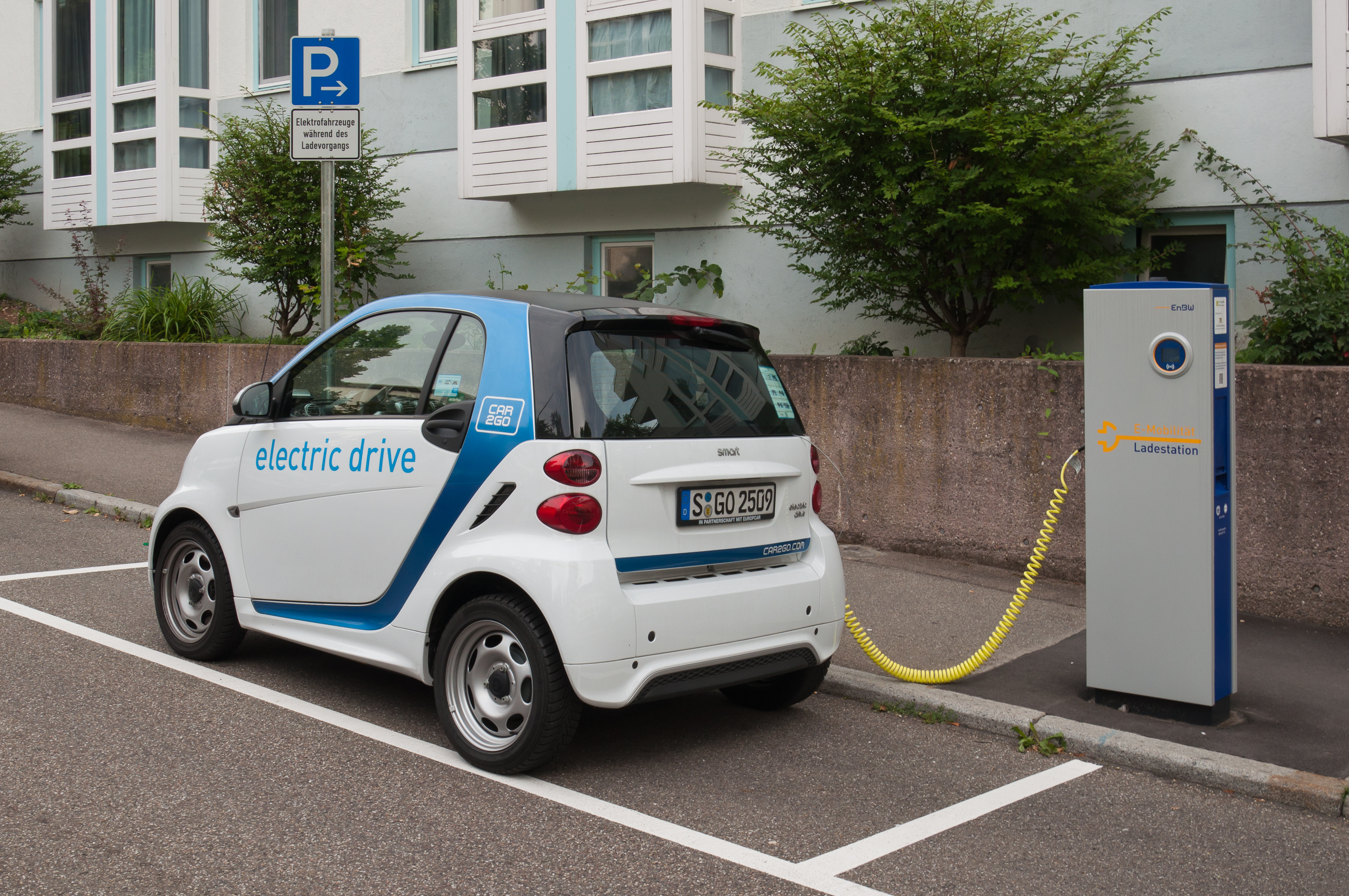
نسل سوم اسمارت ای‌دی که در یک ایستگاه شارژ کارتوگو واقع در شهر اشتوتگارت آلمان است.

قیمت نسل سوم این خودرو در آلمان ۱۶٬۰۰۰ یورو (نزدیک ۲۲٬۴۰۰ دلار آمریکا) به اضافه یک هزینه ماهیانه ۶۰ یورویی (۸۴ دلار آمریکا) اجاره باتری است. رزرو برخط این خودرو در اواخر سال ۲۰۱۱ صورت گرفت. همچنین قیمت گونه کوپه آن در ایالات متحده آمریکا ۲۵٬۷۵۰ دلار گونه سقف بازشونده آن ۲۸٬۷۵۰ دلار است. (لازم به یادآوری است که قیمت‌ها بدون در نظر گرفتن مالیات است. پایه قیمت نسل سوم اسمارت ای‌دی کوپه در کانادا ۲۶٬۹۹۰ دلار کانادا و گونه سقف بازشونده ۲۹٬۹۹۰ دلار کانادا است.
نسل سوم اسمارت فورتوی برقی در ماه مه سال ۲۰۱۳ و به تعداد ۶۰ دستگاه به خریداران عرضه شد. در اروپا نیز در همین زمان عرضه شد. خودروسازی اسمارت در نظر دارد تا با تولید انبوه نسل سوم اسمارت فورتوی برقی در ۳۰ کشور گوناگون دنیا آن را عرضه نماید.
خودروسازی اسمارت در فوریه سال ۲۰۱۴ اعلام کرد که این خودرو را در سرتاسر دنیا به بازار عرضه خواهد کرد.

### ویژگی‌ها
- بیشنه نیرو: ۵۵ کیلووات (۷۴ اسب بخار)
- گشتاور: ۱۳۰ نیوتون متر
- بیشینه سرعت: ۱۲۵ کیلومتر بر ساعت (۷۸ مایل بر ساعت)
- سرعت: ۰ تا ۱۰۰ کیلومتر (۰ تا ۶۰ مایل) در ۱۱٫۵ ثانیه[۱۵] و ۰ تا ۶۰ کیلومتر (۰ تا ۳۷ مایل) در ۵ ثانیه.
- گنجایش باتری: باتری لیتیوم-یون ساخت Deutsche ACCUmotive و با گنجایش ۱۷٫۶ کیلووات بر ساعت.
- کرانه: ۱۴۵ کیلومتر (۹۰ مایل)
- برابری با سوخت فسیلی: ۱۲۲ مایل با هر گالون در شهر، ۹۳ مایل با هر گالون در بزرگ‌راه و ۱۰۷ مایل با هر گالون در شهر و بزرگ‌راه.
- سامانه هشدار رهگذران که در آمریکا به‌طور خودکار فعال می‌شود و در ژاپن و اروپا به صورت دستی.[۱۶]

## مزایا
در برخی کشورها به جهت ترغیب مردم به بهره‌گیری بیشتر از خودروهای برقی و حفظ محیط زیست، دولت انگیزاننده‌های گوناگونی را پیش روی مصرف‌کنندگان قرار می‌دهد. به‌طور مثال دولت کانادا و اونتاریو برای اشخاصی که خودرهای برقی همچون اسمارت فورتو خریداری نمایند، تسهیلات مالی و غیر مالی گوناگون در نظر می‌گیرند؛ تسهیلاتی همچون تخفیف در هنگام خرید، تقبل کردن هزینه خرید و نصب شارژرهای خانگی، مجوز عبور و مرور در طرح‌های ترافیکی و ….

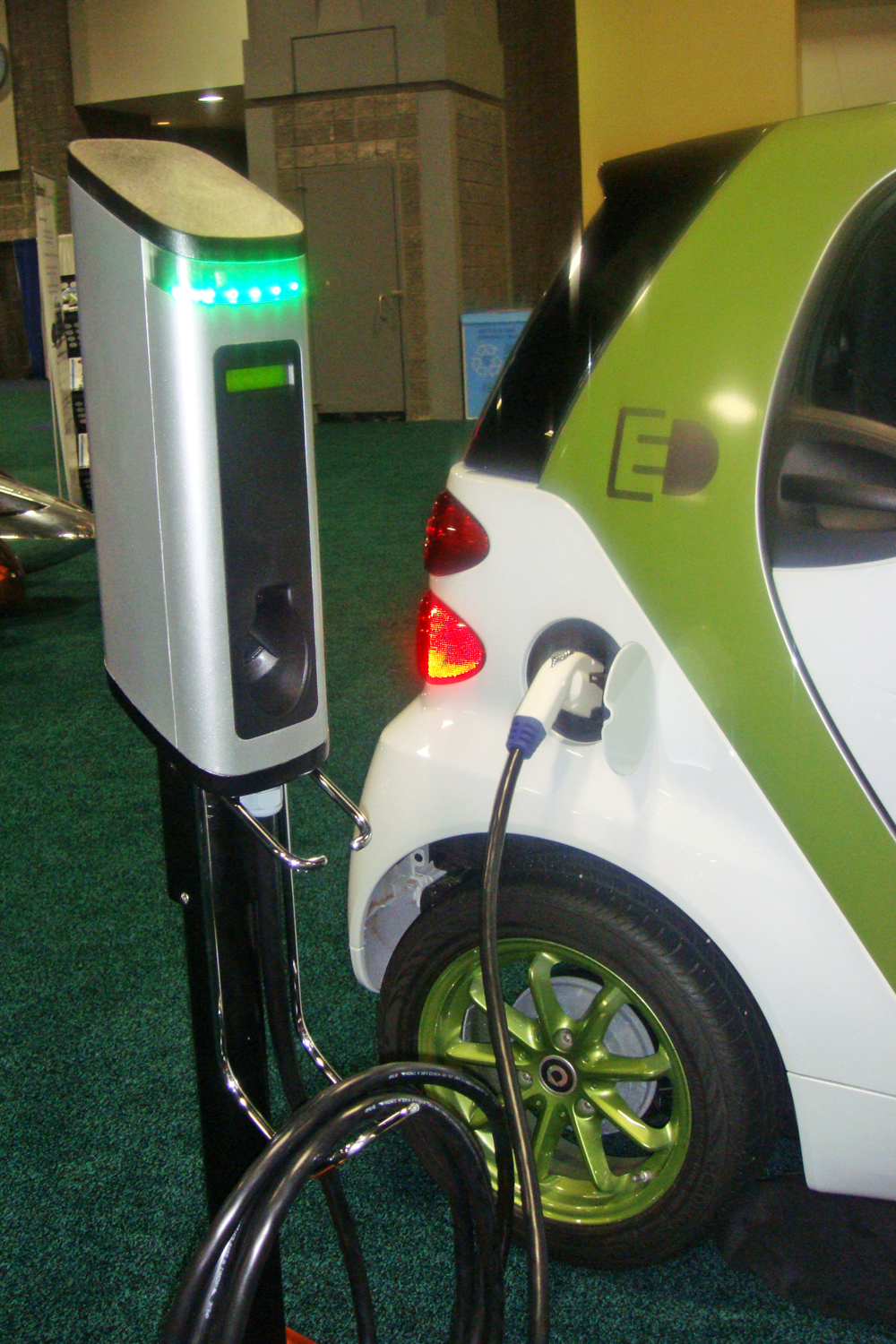
اسمارت فورتوی برقی در حال شارژ شدن.

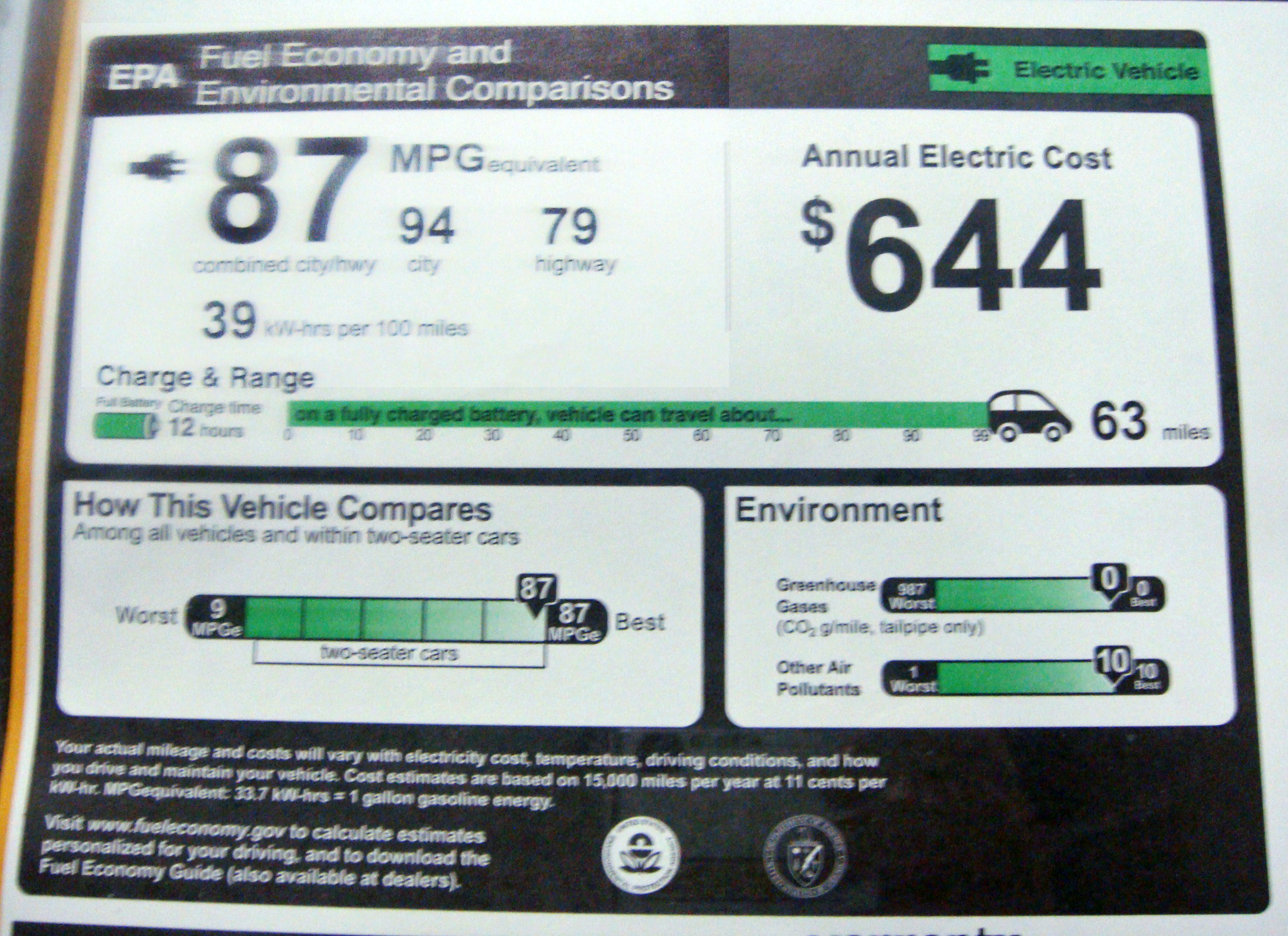
برچسب مانرونی نشان‌دهنده میزان مصرف انرژی اسمارت فورتوی برقی مدل ۲۰۱۱ که از سوی آژانس حفاظت محیط زیست ایالات متحده آمریکا منتشر شده است.

از دیگر مزایای مهم خودروهای اسمارت فورتو، چه مدل سوخت فسیلی و چه مدل برقی آن، می‌توان به موارد زیر اشاره کرد:
- تنها خودرو دو سرنشینی دنیا با قابلیت سقف بازشونده.
- تنها خودرو شهری دنیا با مجوز پارک عمودی.

## اسمارت فورجرمی
اسمارت فورجِرِمی یک گونه ویژه از اسمارت فورتوی برقی بود که برای جرمی اسکات، طراح لباس و مدل اهل ایالات متحده آمریکا، طراحی و ساخته شد. بدنه آن به رنگ سپید براق بود و محافظ فولادی آن نیز به رنگ کروم متالیک. یک بال ساخته شده از فایبرگلاس بی‌رنگ و نمایی شبیه به موشک که به رنگ قرمز روشن بود و نیز چرخ‌های پشتی پهن برای آن در نظر گرفته شده بود. فرمان این خودرو همچون هدایت‌گر هواپیما ساخته شده بود و دو زائده ابروشکل در بالای چراغ جلو آن قرار داشت.
از این خودرو در نمایشگاه خودرو لس‌آنجلس رونمایی شد. موسیقی رونمایی از این خودرو را اِ.آی. اِی نواخت.
خط تولید اسمارت فورجرمی به تعداد محدودی در سال ۲۰۱۳ راه‌اندازی شد.

## نگارخانه

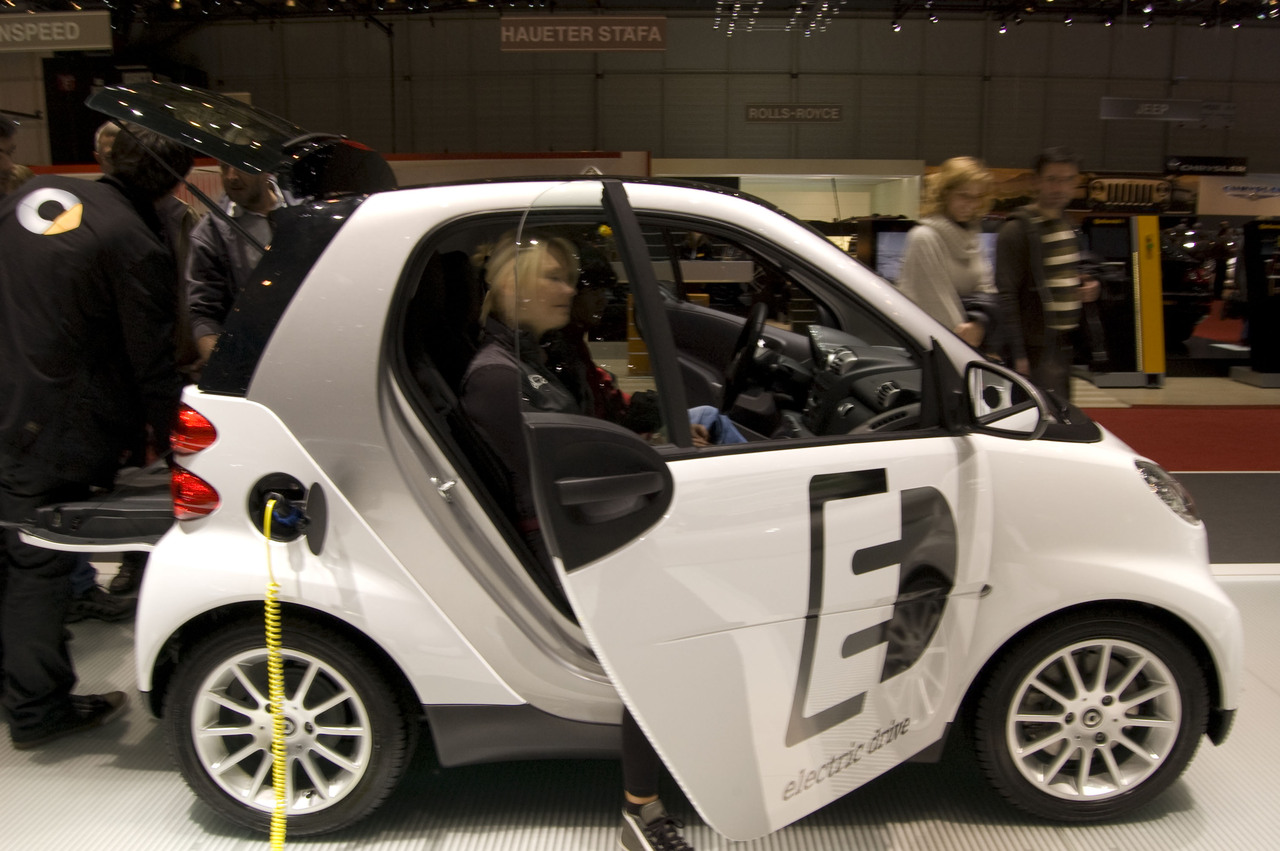
اسمارت فورتوی برقی در نمایشگاه خودرو ژنو سال ۲۰۰۹.
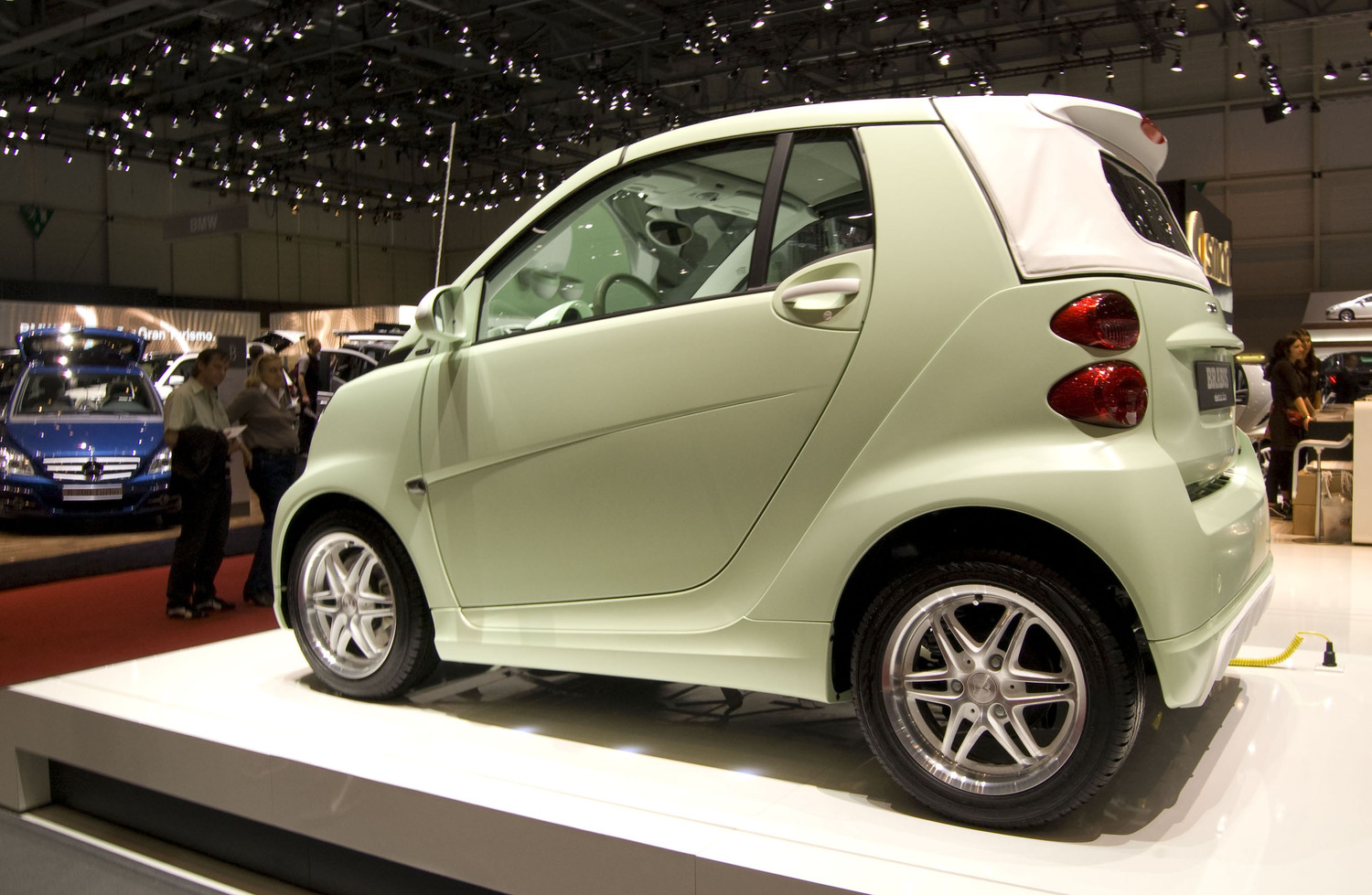
طرح مفهومی اسمارت فورتوی برقی بهینه‌سازی شده توسط باراباس.
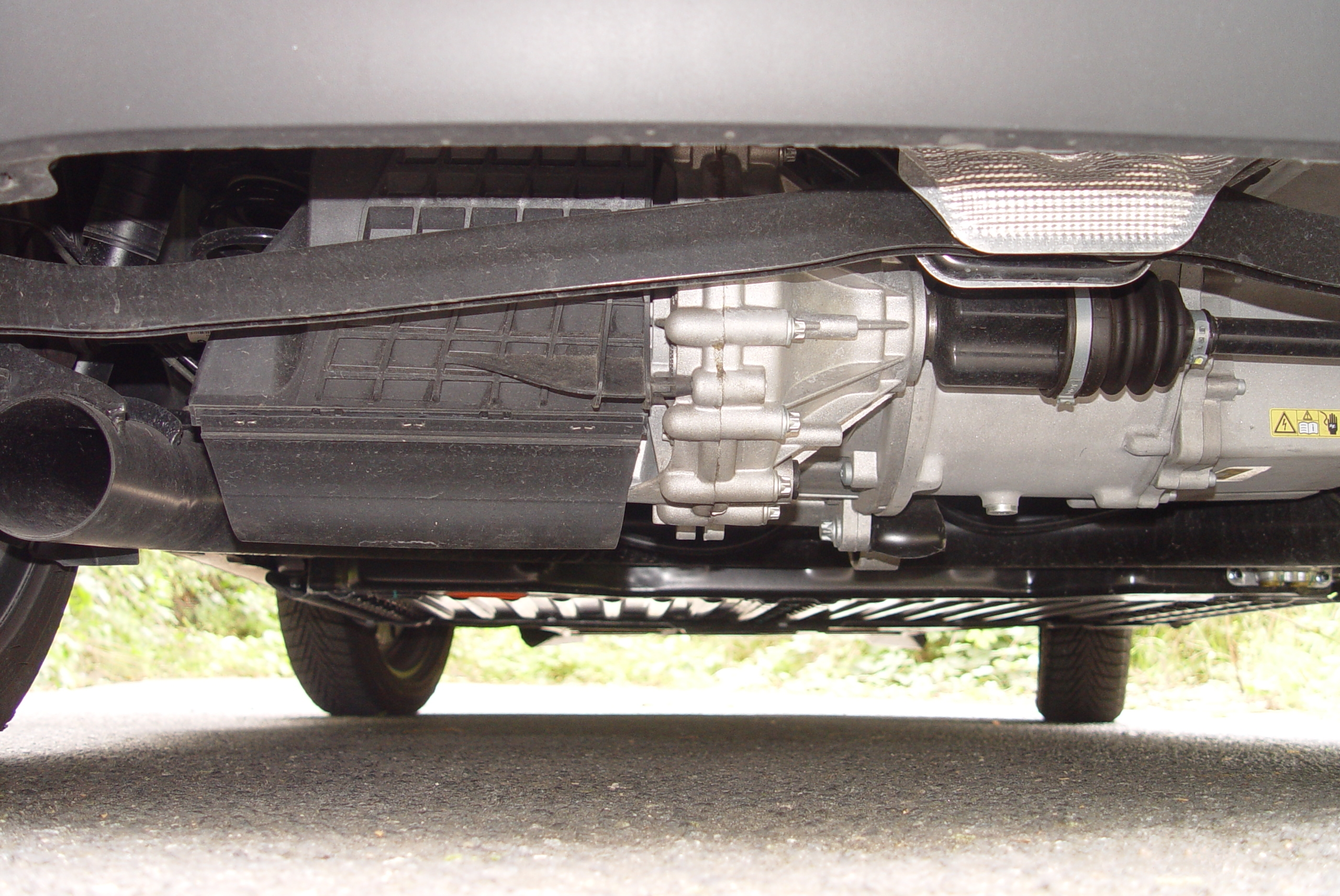
باتری اسمارت فورتوی برقی در زیر خودرو.
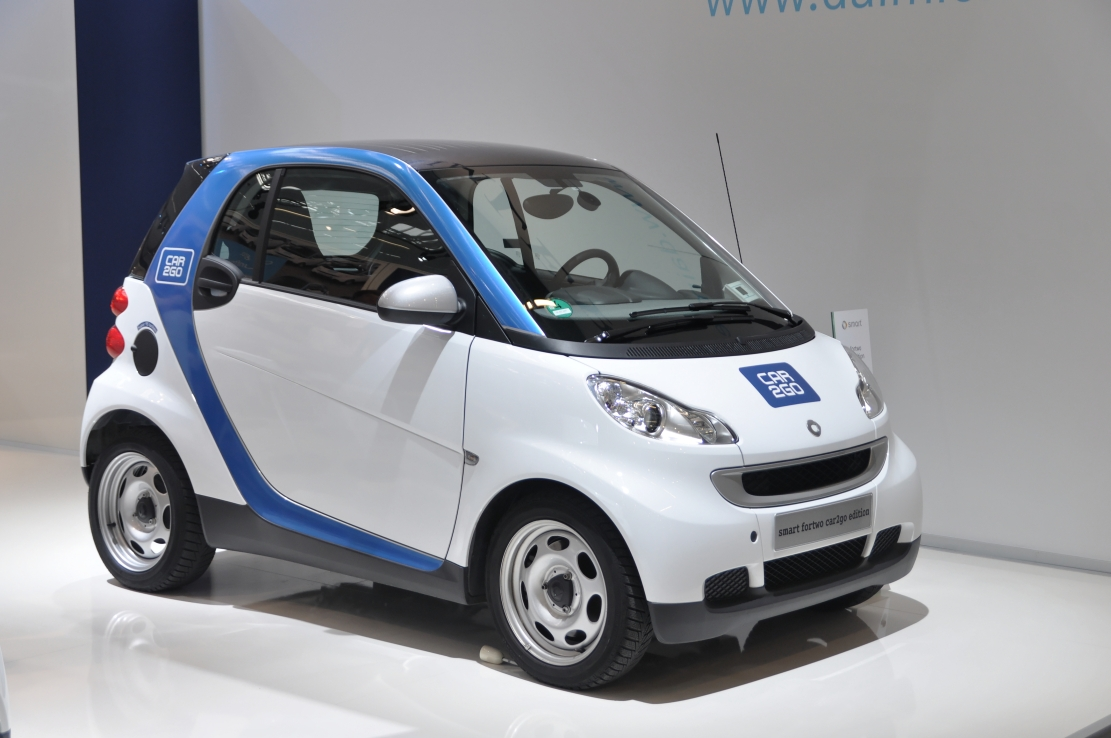
اسمارت فورتوی برقی متعلق به خدمات اشتراک خودرو کارتوگو.